# Blepisanis sublateralis
Blepisanis sublateralis là một loài bọ cánh cứng trong họ Cerambycidae.